# Ponte sulla Truyère
Il ponte sulla Truyère di Entraygues-sur-Truyère, conosciuto anche come ponte d'Entraygues, è un ponte ad arco in pietra che attraversa il fiume Truyère a Entraygues-sur-Truyère , in Occitania.

## Storia

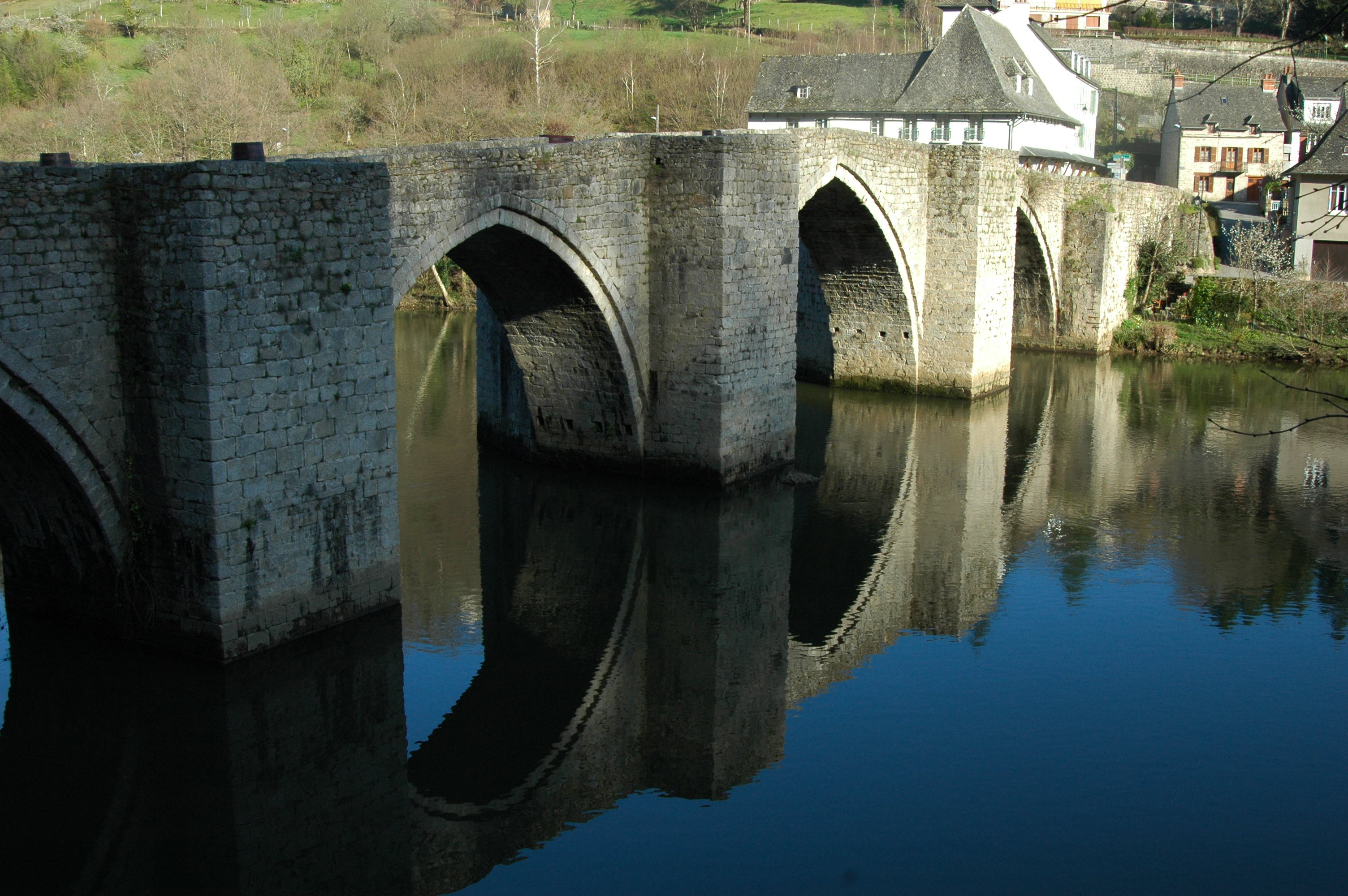
Particolare degli archi del ponte

Il ponte, in stile gotico, era sicuramente in uso nel 1340, anche se i lavori di costruzione potrebbero essere iniziati diversi anni prima dal momento che il vescovo di Bourges aveva autorizzato la costruzione di un ponte a Entraygues-sur-Truyère nel 1269.

Nel 1388 il conte di Armagnac fece tagliare il ponte per impedire il passaggio attraverso il fiume. La struttura venne riparata nel 1524 e in seguito restaurata nel 1680.
Il 16 settembre 1927 è stato dichiarato monumento storico dalla Francia in quanto uno dei pochi ponti medievali ancora esistenti del dipartimento dell'Aveyron. Nel 2018 è nuovamente sottoposto ad un intervento di restauro.

## Descrizione
Il ponte, costruito interamente in pietra, è composto da quattro grandi campate ad arco. Partendo dalla riva sinistra gli archi, di forma ogivale, misurano rispettivamente 15,33 metri, 16,75 metri, 14,20 metri e 12,70 metri. La lunghezza complessiva del ponte è di circa 90 metri. L'impalcato, su cui possono transitare auto e pedoni, è largo 3,55 metri. Il lato a monte è protetto da tre frangicorrente di forma triangolare, mentre a valle i frangicorrente hanno forma rettangolare.